# NGC 7369
NGC 7369 est une galaxie spirale située dans la constellation de Pégase. Cette galaxie a été découverte par l'astronome prussien Heinrich Louis d'Arrest en 1865. Sa vitesse par rapport au fond diffus cosmologique est de 2 096 ± 19 km/s, ce qui correspond à une distance de Hubble de 30,9 ± 2,2 Mpc (∼101 millions d'al).
NGC 7369 présente une large raie HI. De plus, c'est peut-être une galaxie LINER, c'est-à-dire une galaxie dont le noyau présente un spectre d'émission caractérisé par de larges raies d'atomes faiblement ionisés.
En raison d'une brillance de surface égale à 14,17 mag/am2, on peut qualifier NGC 7369 de galaxie à faible brillance de surface (LSB en anglais pour low surface brightness). Les galaxies LSB sont des galaxies diffuses (D) avec une brillance de surface inférieure de moins d'une magnitude à celle du ciel nocturne ambiant.